# Ясаева, Мадина Лечаевна
Мадина Лечаевна Ясаева  (род. 5 марта 1988, Грозный)  — чеченская писательница и поэтесса, филолог, депутат местного самоуправления от ЛДПР. Член Союза писателей Чеченской Республики.

### Биография
Родилась в Грозном. Аспирант ЧГУ им. А.А. Кадырова, старший научный сотрудник отдела прикладной семиотики АН ЧР. Главный редактор литературно-художественного, социально-культурологического журнала «Нана» (с 2015 года по 2019 год).
Публиковалась в местной периодике, в альманахе «Голос Кавказа», а также в журналах: «Российский Колокол», «Лира Кавказа», «Нана», «Вайнах», «Орга». Соавтор поэтических сборников: «Искры «Прометея»; «Молодые писатели Кавказа» (М., 2009г.); «Нохчийн дийцар» (Грозный, 2010г.), «Бег от времени» (2012г.), «Синмаршо» (2017г.), «Дебют. Созвездие слов и красок» (Грозный, 2020г.), «Камни и цветы» Выпуск III (2025г.) и др. Автор поэтического сборника «Всеотражение». Использовала литературный псевдоним Ma_Dino.
Член объединения молодых литераторов ЧР «Прометей», член Пен-клуба, член правления Союза женщин Чеченской Республики, член Союза писателей России, член Союза писателей Чеченской Республики, член Клуба писателей Кавказа. Участник IX форума молодых писателей России и стран СНГ.
Заместитель координатора ЧРО ЛДПР по агитационной работе, депутат местного самоуправления от ЛДПР, член Координационного Совета ЧРО ЛДПР.
Является волонтером ЧРО ООО “РКК” и благотворительной организации “Хайра”.

### Награды
Имеет дипломы, почетные грамоты и благодарственные письма от вышеуказанных общественный организаций и ведомств, в том числе от Правительства и Парламента Чеченской Республики.
Награждена Московской городской организацией Союза писателей России и Союзом переводчиков, памятной медалью “А.П. Чехов” (2009г.).
Медалью “За беспристрастность” от Межрегионального общественного движения в защиту прав и свобод человека “Коалиция”.
Лауреат конкурса молодых чеченских прозаиков «Къоначийн аьзнаш» («Голоса молодых») под эгидой Союза Писателей ЧР (2010г.).
Награждена Московской городской организацией Союза писателей России и Союзом переводчиков, памятной медалью “А.П. Чехов” (2009 г.), памятной медалью “А. Сулейманова” (2024 г.).

### Научные публикации[1]
СОЗДАНИЕ БАЗ ДАННЫХ ЧЕЧЕНСКИХ ТЕКСТОВ ДЛЯ ОБРАБОТКИ АЛГОРИТМОВ РАСПОЗНАВАНИЯ ОМОГРАФОВ КОМПЬЮТЕРНЫМИ СИСТЕМАМИ
Ясаева М.Л.
В сборнике: Актуальные проблемы исследования родного языка и литературы. Материалы Всероссийской научно-практической конференции (с международным участием), посвященной 120-летию со дня рождения чеченского языковеда А. Мациева. Грозный, 2022. С. 65-68.
АНАЛИЗ СИСТЕМНЫХ ХАРАКТЕРИСТИК ЧЕЧЕНСКОЙ РЕСПУБЛИКИ ЗА 2011-2017 ГОДЫ
Решиев С.С., Умаров Р.Х., Ясаева М.Л.
Экономика и предпринимательство. 2019. № 1 (102). С. 345-352.
ДЕМОГРАФИЯ И ТРУД В РЕГИОНАХ ЮГА РОССИИ В 2010-2015 ГОДЫ
Решиев С.С., Ясаева М.Л.
Экономика и предпринимательство. 2017. № 10-2 (87). С. 265-270.
СОЦИАЛЬНО-ЭКОНОМИЧЕСКОЕ РАЗВИТИЕ ЧЕЧЕНСКОЙ РЕСПУБЛИКИ В 2010-2015 ГОДЫ И СИСТЕМНЫЙ ПОДХОД К ВЫБОРУ ДОЛГОСРОЧНОГО НАПРАВЛЕНИЯ РАЗВИТИЯ ЕЕ ЭКОНОМИКИ
Решиев С.С., Умаров Р.Х., Ясаева М.Л.
Экономика и предпринимательство. 2016. № 10-2 (75). С. 1169-1178.
Алгоритм распознавания омографов на основе евклидовой метрики. 
Научно-технический вестник информационных технологий, механики и оптики. 2024. Т. 24, № 1. С. 41–50. / Умархаджиев С.М., Израилова Э.С., Бадаева А.С., Астемиров А.В., Хехаев М-С.Л., Ясаева М.Л.
Черты психологизма в лирике чеченских поэтов. ЖУРНАЛ ПРИКЛАДНЫХ ИССЛЕДОВАНИЙ. 2024,№2. С.174-178./ ХАЗУЕВА Б. А., ТЕМАЕВА Х. Н., ЯСАЕВА М.Л. DOI 10.47576/2949-1878_2023_S2_174
Этика и Эстетика в педагогическом контексте: анализ нравственных аспектов в произведениях современных чеченских поэтов. ЖУРНАЛ ПРИКЛАДНЫХ ИССЛЕДОВАНИЙ. 2024,№2. С.132-135. / Килабова М.А., Расумов В.Ш., Ясаева М.Л. DOI 10.47576/2949-1878.2024.2.2.021
SHS Web of Conferences volume 195 (2024) III International Scientific and Practical Conference “Linguistics in the Era of Digitalization: Current Problems and Development Prospects” (LED 2024) Grozny, Russia, June 21-22, 2024. State and prospects for the development of modern Chechen poetry 01006
B.A. Khazueva, Kh.R. Selmurzaeva and M.L. Yasaeva. Published online: 20 August 2024
DOI: https://doi.org/10.1051/shsconf/202419501006
SHS Web of Conferences volume 195 (2024) III International Scientific and Practical Conference “Linguistics in the Era of Digitalization: Current Problems and Development Prospects” (LED 2024) Grozny, Russia, June 21-22, 2024. The problem of morality and humanity in the work of the Chechen poet Umar Yarichev 02005
M.A. Kilabova, V.Sh. Rasumov and M. L. Yasaeva. Published online: 20 August 2024
DOI: https://doi.org/10.1051/shsconf/202419502005
SHS Web of Conferences volume 195 (2024) III International Scientific and Practical Conference “Linguistics in the Era of Digitalization: Current Problems and Development Prospects” (LED 2024) Grozny, Russia, June 21-22, 2024. Psychological motives in the works of modern Chechen writers 02011
I.V. Muskhanova, Kh.R. Selmurzaeva and M.L. Yasaeva. Published online: 20 August 2024
DOI: https://doi.org/10.1051/shsconf/202419502011